# Kaina Yoshio
Kaina Yoshio (吉尾 海夏?, Yoshio Kaina; Hyōgo, 28 giugno 1998) è un calciatore giapponese, centrocampista del Montedio Yamagata.

## Carriera

### Club
Cresciuto nel settore giovanile dello Yokohama F·Marinos, ha esordito in prima squadra il 15 marzo 2017 in occasione dell'incontro della Coppa J.League perso 2-0 contro il Cerezo Osaka. Il 18 marzo 2018 ha esordito anche in J1 League nella vittoria esterna per 1-0 contro gli Urawa Reds. Poco impiegato, negli anni seguenti è stato ceduto in prestito a Vegalta Sendai in J1 League e Machida Zelvia in J2 League, la seconda divisione giapponese. Rientrato allo Yokohama F·Marinos all'inizio del 2022, al termine dell'anno ha vinto il suo primo campionato con il club.

### Nazionale
Nel 2017 con la nazionale giapponese Under-19 ha preso parte al Torneo di Tolone.

## Statistiche

### Presenze e reti nei club
Statistiche aggiornate al 1º dicembre 2022.
| Stagione                  | Squadra                   | Campionato                | Campionato | Campionato | Coppe nazionali | Coppe nazionali | Coppe nazionali | Coppe continentali | Coppe continentali | Coppe continentali | Altre coppe | Altre coppe | Altre coppe | Totale | Totale |
| Stagione                  | Squadra                   | Comp                      | Pres       | Reti       | Comp            | Pres            | Reti            | Comp               | Pres               | Reti               | Comp        | Pres        | Reti        | Pres   | Reti   |
| ------------------------- | ------------------------- | ------------------------- | ---------- | ---------- | --------------- | --------------- | --------------- | ------------------ | ------------------ | ------------------ | ----------- | ----------- | ----------- | ------ | ------ |
| 2017                      | Yokohama F·Marinos        | J1                        | 0          | 0          | CG+CdL          | 0+5             | 0               |                    | -                  | -                  |             | -           | -           | 5      | 0      |
| 2018                      | Yokohama F·Marinos        | J1                        | 6          | 0          | CG+CdL          | 1+6             | 0               |                    | -                  | -                  |             | -           | -           | 13     | 0      |
| 2019                      | Vegalta Sendai            | J1                        | 13         | 2          | CG+CdL          | 1+4             | 0               |                    | -                  | -                  |             | -           | -           | 18     | 2      |
| 2020                      | Machida Zelvia            | J2                        | 33         | 3          | CG              | 0               | 0               |                    | -                  | -                  |             | -           | -           | 33     | 3      |
| 2021                      | Machida Zelvia            | J2                        | 39         | 10         | CG              | 0               | 0               |                    | -                  | -                  |             | -           | -           | 39     | 10     |
| Totale Machida Zelvia     | Totale Machida Zelvia     | Totale Machida Zelvia     | 72         | 13         |                 | 0               | 0               |                    | -                  | -                  |             | -           | -           | 72     | 13     |
| 2022                      | Yokohama F·Marinos        | J1                        | 9          | 1          | CG+CdL          | 2+2             | 0               | ACL                | 3                  | 0                  |             | -           | -           | 16     | 1      |
| Totale Yokohama F·Marinos | Totale Yokohama F·Marinos | Totale Yokohama F·Marinos | 15         | 1          |                 | 16              | 0               |                    | 3                  | 0                  |             | -           | -           | 34     | 1      |
| Totale carriera           | Totale carriera           | Totale carriera           | 100        | 16         |                 | 21              | 0               |                    | 3                  | 0                  |             | -           | -           | 124    | 16     |

## Palmarès

### Club

#### Competizioni nazionali
- Campionato giapponese: 1

Yokohama F·Marinos: 2022
- Supercoppa del Giappone: 1

Yokohama F·Marinos: 2023